# Liste der Bodendenkmale in Kotzen (Havelland)
In der Liste der Bodendenkmale in Kotzen sind alle Bodendenkmale der brandenburgischen Gemeinde Kotzen und ihrer Ortsteile aufgelistet. Grundlage ist die Veröffentlichung der Landesdenkmalliste mit dem Stand vom 31. Dezember 2020.

## Bodendenkmale in den Ortsteilen
In den Spalten befinden sich folgende Informationen:
- Nummer: Die Nummer wird vom Brandenburgischen Landesamt für Denkmalpflege vergeben.
- Flur: die Flurnummer(n) des Denkmales in der jeweiligen Gemarkung und die geographischen Koordinaten Kartenansicht, um Koordinaten zu setzen
- Kurzansprache: Bezeichnung in den offiziellen Listen des Brandenburgischen Landesamtes für Denkmalpflege.
- Bemerkung: weitere Informationen zum Denkmal
- Bild: ein Bild des Denkmales

### Kriele
| Nummer | Flur        | Kurzansprache                                                                                                | Bemerkung                                                                         | Bild |
| ------ | ----------- | --- | --------------------------------------------------------------------------------- | ---- |
| 50066  | 1, 8 (Lage) | Dorfkern Mittelalter, Dorfkern Neuzeit, Gräberfeld Bronzezeit, Gräberfeld Eisenzeit                          |                                                                                   | BW   |
| 50138  | 8 (Lage)    | Gräberfeld Bronzezeit, Gräberfeld Eisenzeit, Gräberfeld römische Kaiserzeit, Siedlung slawisches Mittelalter |                                                                                   | BW   |
| 50139  | 3 (Lage)    | Siedlung Urgeschichte                                                                                        | Liegt auch in der Gemarkung Senzke (siehe Liste der Bodendenkmale in Mühlenberge) | BW   |
| 50140  | 4 (Lage)    | Siedlung Neolithikum, Siedlung römische Kaiserzeit, Einzelfund Urgeschichte                                  |                                                                                   | BW   |
| 50141  | 3 (Lage)    | Siedlung Urgeschichte                                                                                        |                                                                                   | BW   |
| 50142  | 2 (Lage)    | Siedlung Neolithikum, Siedlung Bronzezeit, Siedlung Eisenzeit, Siedlung römische Kaiserzeit                  |                                                                                   | BW   |
| 50143  | 4 (Lage)    | Siedlung Urgeschichte                                                                                        |                                                                                   | BW   |
| 50144  | 2 (Lage)    | Siedlung Urgeschichte                                                                                        |                                                                                   | BW   |
| 50145  | 4 (Lage)    | Siedlung Bronzezeit, Siedlung Mittelalter                                                                    |                                                                                   | BW   |
| 50146  | 3 (Lage)    | Siedlung römische Kaiserzeit, Siedlung slawisches Mittelalter                                                |                                                                                   | BW   |
| 50147  | 3 (Lage)    | Siedlung Urgeschichte, Siedlung Neolithikum                                                                  |                                                                                   | BW   |
| 50148  | 2 (Lage)    | Siedlung slawisches Mittelalter                                                                              |                                                                                   | BW   |

### Landin
| Nummer | Flur        | Kurzansprache | Bemerkung | Bild |
| ------ | ----------- | --- | --------- | --- |
| 50155  | 4, 5 (Lage) | Burgwall deutsches Mittelalter, Siedlung Neolithikum, Gräberfeld slawisches Mittelalter, Kultstätte slawisches Mittelalter |           | Burgwall deutsches Mittelalter, Siedlung Neolithikum, Gräberfeld slawisches Mittelalter, Kultstätte slawisches Mittelalter |